# Salome Platform
Platforma Salome este platformă cu sursă liberă pentru integrare numerică, care furnizează o platformă generică pentru pre și post procesare pentru simulare numerică. Este bazată pe o arhitectură deschisă creată din componente reutilizabile. Este acoperită de o licență tip GNU Lesser General Public License, și amândouă, sursa cod precum și fișierele binare pot fi descărcate de pe saitul oficial. 